# وستپورت، نیوفاندلند و لیبرادور
وستپورت (به انگلیسی: Westport) یک شهرک در کانادا است که در نیوفاندلند و لابرادور واقع شده است. وست‌پورت ۱۹۵ نفر جمعیت دارد.